# Филипово (област Благоевград)
 Тази статия е за селото в Разложко.  За селото в Тополовградско вижте Филипово (Област Хасково).  
Фѝлипово е село в Югозападна България. То се намира в община Банско, област Благоевград.

## География
Село Филипово се намира в планински район. То се намира на 1 километър от пътя, свързващ град Добринище с град Гоце Делчев, като отбивката е при село Места. Целият път между Филипово и Осеново (5 – 6 километра) е съпроводен от интересни скални образувания.

## История
В списък на селищата и броя на немюсюлманските домакинства в част от вилаета Неврокоп от 16 ноември 1636 година село Долне Филиб е посочено като село, в което живеят 24 немюсюлмански семейства, а в село Горне Филип – 36 немюсюлмански домакинства. В списък на селищата и броя на немюсюлманските домакинства във вилаета Неврокоп от 13 март 1660 година село Долне Филип е посочено като село, в което живеят 6 немюсюлмански семейства.
В XIX век Филипово е смесено мюсюлманско и християнско село в Неврокопска каза на Османската империя. Църквата „Успение Богородично“ е от 1867 година. В „Етнография на вилаетите Адрианопол, Монастир и Салоника“, издадена в Константинопол в 1878 година и отразяваща статистиката на населението от 1873 година, Филипово (Philippovo) е посочено като село с 50 домакинства, 80 жители помаци и 70 жители християни.
В 1889 година Стефан Веркович („Топографическо-этнографическій очеркъ Македоніи“) отбелязва Филипову като село с 20 български и 30 турски къщи.
В 1891 година Георги Стрезов пише за селото:
| „ | Илипово, селце в един ъгъл, който се образува от левия бряг на Места и един неин приток, що минува до Осеново. Почва песъчлива и слаба. Поминуват се на гурбетлък със зидарство. Българска църква. Броят на къщите е 40, по половина българе и помаци. Владее крайна сиромашия. От ден на ден жителите се изселят. | “ |

## Население
Съгласно статистиката на Васил Кънчов към 1900 година Илпово (Филипово) е смесено българо-мохамеданско и християнско селище. В него живеят 280 българи-мохамедани и 120 българи-християни в съответно 35 и 15 къщи.

## Личности
- Ариф Мустакли – агроном, един път народен представител от ДПС и заместник областен управител на Благоевградска област от СДС;[9]